# Arthur Cravan
Arthur Cravan nato Fabian Avenarius Lloyd (Losanna, 22 maggio 1887 – novembre 1918) è stato un poeta e pugile inglese, personaggio sopra le righe e un idolo dei movimenti Dadaista e Surrealista.
Secondogenito di Otho Holland Lloyd e Hélène Clara St. Clair, aveva un fratello, Otho, nato nel 1885. La zia paterna, Constance Mary Lloyd, era sposata con il poeta irlandese Oscar Wilde. Cambiò il suo cognome in Cravan nel 1912 in onore della fidanzata Renée Bouchet, nata nel piccolo paese di Cravans nel dipartimento di Charente-Maritime, nel sud della Francia. Rimane oscura l'origine del cambio di nome in Arthur.
Cravan è stato visto per l'ultima volta a Salina Cruz, nel Messico, nel 1918, al largo delle cui coste molto probabilmente annegò nel novembre dello stesso anno.

## Biografia
Cravan nacque e fu educato a Losanna, in Svizzera. Passò quindi in un'accademia militare inglese dalla quale venne espulso per aver schiaffeggiato un insegnante. Successivamente alla fase scolastica, durante la prima guerra mondiale, viaggiò tra l'Europa e l'America usando diversi passaporti e documenti, alcuni dei quali falsi. Dichiarò di non avere una sola nazionalità, ma di essere “cittadino di 20 paesi”.
Cravan si fece conoscere come personaggio eccentrico e critico d'arte, benché fosse più interessato a sfoggiare uno stile potente e personale piuttosto che disquisire sull'arte. La sua attitudine provocatoria prefigurava, in qualche modo, alcune delle peculiarità del Dadaismo.
Dal 1911 al 1915 pubblicò una rivista di critica, Maintenant! (“Adesso!”), di cui uscirono cinque numeri, che Cravan vende "per i viali di Parigi con un carrettino da fruttivendolo ambulante". Accorpati, i numeri furono ridati alle stampe nel 1971 da Eric Losfeld col nome di J'étais Cigare, nella collezione dadaista "Le Désordre".[2] L'obiettivo di Cravan con la sua rivista era di dare scalpore e in un articolo a proposito del salone d'arte del 1912 criticò un auto-ritratto di Marie Laurencin, con degli appunti che mandarono su tutte le furie Guillaume Apollinaire, amante e mecenate della Laurencin, che sfidò Cravan a duello. Al contrario, la sua poesia vibrante e provocatoria e le sue esibizioni pubbliche (che spesso degeneravano in risse tra ubriachi) gli valsero l'ammirazione di Marcel Duchamp, Francis Picabia, André Breton, e altri giovani artisti e intellettuali.
Dopo lo scoppio della prima guerra mondiale Cravan lasciò Parigi per evitare l'arruolamento. Di passaggio alle Isole Canarie, riuscì a farsi organizzare un incontro di boxe con l'allora campione del mondo Jack Johnson per finanziarsi lo spostamento negli Stati Uniti d'America. I poster dello scontro, che avvenne mercoledì 12 aprile del 1916, parlavano di Cravan come del “campione europeo”. Johnson, che non aveva idea di chi fosse quell'uomo, lo stese al tappeto senza problemi e nella sua autobiografia scrisse che Cravan doveva essere fuori allenamento.
Nel 1913 Cravan pubblicò un articolo sul Maintenant! nel quale sosteneva che suo zio Oscar Wilde fosse vivo e che gli avesse fatto visita a Parigi. Il New York Times pubblicò la diceria, benché Cravan e Wilde non si fossero mai incontrati.
Dopo essere arrivato a New York nel 1914, dove incontrò la poetessa Mina Loy, Cravan si spostò in Messico tre anni dopo, nuovamente per evitare l'arruolamento. Dopo essersi sposati nel 1918 Cravan e la Loy pianificarono un viaggio dal Messico all'Argentina: non avendo abbastanza soldi, lei essendo incinta salpò su una nave di linea, mentre lui si dovette accontentare di una vecchia barca fatiscente che partiva dal porto di Salina Cruz. Cravan non raggiunse mai la Loy. L'ipotesi più accreditata, visto il testo dell'ultima cartolina che lui spedi' alla sua amata, è quella di un gesto estremo.

## Pugilato
| Record | Risultato | Avversario   | Metodo | Round  | Luogo                             |
| ------ | --------- | ------------ | ------ | ------ | --------------------------------- |
| 0-3    | Sconfitta | Jim Smith    | KO     | 2 (20) | Plaza de Toros, Città del Messico |
| 0-2    | Sconfitta | Frank Hoche  | TKO    | 1 (?)  | Fronton Condal, Barcellona        |
| 0-1    | Sconfitta | Jack Johnson | KO     | 6 (20) | Plaza de Toros, Barcellona        |

## Speculazioni
- Cravan: Mystery Man of the Twentieth Century, by Mike Richardson, Rick Geary, (2005), Dark Horse Comics

## Opere tradotte in italiano
- Poeta e pugile, trad. di Gianluca Reddavide e Perla Zanini, Le nubi, Roma, 2005, ISBN 978-88-896-1604-8.
- Tre suicidi dada? (con Jacques Vaché e Jacques Rigaut) , trad. di Gianluca Reddavide e Perla Zanini, Le nubi, Roma, 2005.
- Grande trampoliere smarrito, trad. di Maurizia Balmelli e Nicola Muschitiello, a cura di Edgardo Franzosini, Adelphi, Milano, 2018, ISBN 978-88-459-3295-3.